# Рзаханов, Киикбай Рзаханович
Киикбай Рзаханович Рзаханов (1 июля 1938 г.род село Шайыр, Мангистауский район, Гурьевская область — 3 февраля 2017 Актау) — инженер-строитель. Почетный строитель Республики Казахстана. Почётный гражданин Мангистауской области (2013).

## Биография
- Киикбай Рзаханович родился 1 июля 1938 года в селе Шайыр Мангистауского района, Гурьевская область.
- Окончил в 1968 году Московский инженерно-строительный институт по специальности «строитель».
- В 1978 году — Высшую партийную школу при ЦК КПСС.

## Трудовая деятельность
- С 1960 по 1972 годы - главный инженер Мангистауской межколхозной строительной организации, начальник СМК треста «Мангышлакнефтегазразведка», начальник СУ треста «Мангышлакнефтегазстрой».
- С 1972 по 1983 годы - заместитель председателя Узеньского[уточнить] райисполкома, второй секретарь Ералинского райкома Компартии Казахстана, 1-й секретарь Форт-Шевченковского[уточнить] горкома Компартии Казахстана.
- С 1983 по 2002 годы - генеральный директор объединения «Мангышлакракушечник», начальник облгорстроя, начальник ПО «Стройматериалы».
- С 2002 года – директор ТОО «Тасжол-К».
- С 2004 года – региональный координатор ОФ «Мунайшы» им.Н.А.Марабаева.
- Член областного совета ветеранов.

## Награды
- 1970 — Медаль «В ознаменование 100-летия со дня рождения Владимира Ильича Ленина»
- Награжден орденами «Орден Трудового Красного Знамени» и Орден «Знак Почёта»
- Медаль «За трудовую доблесть»
- Медаль «Ветеран труда»
- «Почётный гражданин» Мангистауской области (2013)[1]
- «Почётный гражданин» Тупкараганский район (1998)
- Медаль «20 лет независимости Республики Казахстан» (2011)
- Медаль «25 лет независимости Республики Казахстан» (2016)
- Присвоено почетное звание «Почетный строитель Республики Казахстана»